# 鈣鋁榴石
鈣鋁榴石（英語：Grossular）是石榴石族礦物中的一種鈣鋁礦物，化學式為Ca
3Al
2(SiO
4)
3，其中鈣離子（Ca2+）可能部分會被鐵二價離子（Fe2+）取代，而鋁離子（Al3+）被鐵三價離子（Fe3+）取代。 常被做為寶石的礦物之一。

## 名稱
英文名稱源自其顏色，最早因為顏色呈現肉桂色的關係，所以稱為「肉桂石」（英語：cinnamon stone），到1808年左右才改稱為「grossularite」，該名稱來自鵝莓的學名（還沒同義處理之前的學名為Ribes grossularia），指西伯利亞發現的這種成分的綠色石榴石。 其他色調包括肉桂棕色（肉桂石變種）、紅色和黃色。
在早期地質文獻中，鈣鋁榴石通常被稱為「grossularite」。 從 1971 年開始，國際礦物學協會不鼓勵使用「grossularite」一詞，改以用「Grossular」取代。

## 成因
鈣鋁榴石發現於經過接觸變質作用並帶有符山石、透輝石、矽灰石的石灰岩中。

## 亞種及同義名

### 黑松石

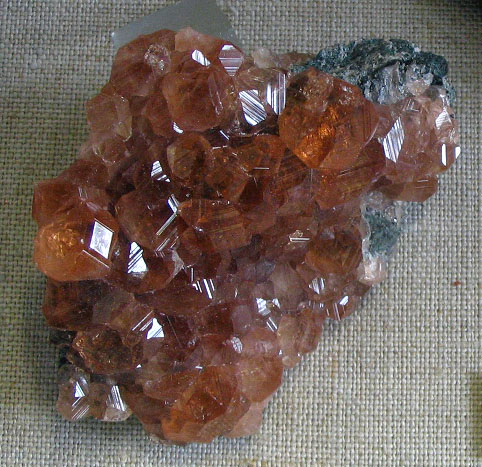
具橫紋的黑松石，是一種鈣鋁榴石

黑松石（英語：Hessonite）俗稱肉桂石（英語：cinnamon stone）是一種常見的鈣鋁榴石變種，通式為：Ca3Al2Si3O12。該英文名稱來自古希臘語「(hēssōn)」，意思為次等，意味著其硬度和密度低於其他大多數鈣鋁榴石變種。
黑松石具有典型的紅色，傾向於橙色或黃色，很像鋯石。許多寶石，尤其是雕刻寶石（通常被認為是鋯石）實際上是黑松石。這種差異很容易通過比重來檢測，黑松石的比重為 3.64 至 3.69，而鋯石的比重約為 4.6。黑松石的硬度與石英相似（莫氏硬度約為 7），而大多數石榴石的硬度接近 7.5。黑松石主要來自斯里蘭卡和印度，也在巴西和加利福尼亞出產。通常在礦砂中發現，但它的來源礦並不為人所知。

### 沙弗來石
沙弗萊石（英語：Tsavorite），又稱釩鉻鈣鋁榴石是一種鈣鋁榴石的變種，在1960年代首次發現於在肯尼亞的特薩沃（Tsavo）地區，也因此得名。因含微量的釩或鉻導致顏色呈現綠色到黃綠色。常被做為寶石，主要產於肯尼亞和坦桑尼亞。

### 維柳伊石（Viluite）
維柳伊石是一個不被公認的礦物名稱，曾在1824年被拿來用稱俄羅斯西伯利亞萨哈（雅库特）共和国維柳伊河地區所產的鈣鋁榴石，當地的鈣鋁榴石因為雜質的關係，顏色呈橄欖綠色、有時則呈褐色或微紅色。由於常伴生外觀與其相似的符山石，加上viluite長時間被視為硼符山石（屬於島矽酸鹽礦物，符山石族）的同義詞，導致該術語存在一些混淆。這種命名上的混淆可以追溯到詹姆斯·德懷特·丹納的論文。